# De Abidos
De Abidos is een oud-adellijk Frans geslacht.

## Geschiedenis
De familie De Abidos is afkomstig uit Béarn in Gascogne en heeft een bewezen stamreeks die teruggaat tot in de 16e eeuw; volgens Jougla de Morenas worden leden van het geslacht vermeld in 1341 en 1350. Adel werd verkregen na benoeming in de staten van Béarn vanaf 1693.
In 2007 leefden er geen mannelijke afstammelingen meer.